# Роже Гароді
Роже Гароді, Роже Ґароді (фр. Roger Garaudy; нар.17 липня 1913, Марсель, Франція — пом.13 червня 2012; Шеннв'єр-сюр-Марн, Франція) — французький філософ, письменник, публіцист, політичний діяч, один із теоретиків марксизму, літературний критик, ревізіоніст Голокосту.
З 1933 по 1970 рік він був провідним діячем Французької комуністичної партії. Після виключення з партії він наблизився до консервативних екологічних кіл, а потім до крайніх правих. Окрім політичної кар'єри, він також займався релігійними питаннями, послідовно перейшовши до протестантизму, католицизму та ісламу.
Гарауді спровокував запеклі суперечки, пропагуючи ідеї заперечення Голокосту: спочатку про радянський ГУЛАГ у комуністичний період, а після 1996 року — про Голокост, за що був засуджений за заперечення злочинів проти людяності, расову дифамацію та підбурювання до расової ненависті. Він є автором низки книг, які відображають це минуле.

## Життєпис
Народився в сім'ї робітників. Батьки віддали його в привілейований ліцей, де він вважався одним із найкращих учнів. Отримавши атестат у ліцеї, вступив до університету, де зблизився з християнськими студентськими організаціями, беручи активну участь у їх діяльності. 1933 року відійшов від протестантської молоді і вступив до Комуністичної партії Франції.
1936 — захистив кандидатську дисертацію з філософії у Страсбурзькому університеті і був призначений професором філософії в ліцеї в Альбі. Тоді ж став марксистом.
Визначальну роль у його подальшій долі зиграла зустріч у 1937 році з Морісом Торезом. Торез відкрив Роже Гароді сутність фундаментального марксизму і допоміг йому стати помітним партійним активістом.
1939 — Гароді мобілізували до армії, він брав участь у боях Другої світової війни. Після демобілізації повернувся до викладацької діяльності, був у лавах лівого крила руху Опору. У вересні 1940 року заарештований і разом з трьома сотнями інших французьких комуністів етапований до концентраційного табору Босюей (Алжир, північна Сахара). У концтаборі організував підпільну діяльність і з групою соратників підняв повстання, протестуючи проти нелюдських умов та жорстокого поводження. Повстання було придушене, а його організаторів засудили до розстрілу, але вирок не був виконаний.
Гароді провів в ув'язненні 33 місяці. Вийшовши на волю 1943 року, він протягом року залишався в Алжирі, де займався політичною діяльністю.
У жовтні 1944 року повернувся до Франції, де його зустріли як пристрасного, непримиренного борця з нацизмом. Активно включився в політичне життя країни. Обраний депутатом Установчих зборів (1945—1946), Національних зборів (1946—1951), 1956 року обраний членом політбюро Комуністичної партії Франції (займав цей пост до 1970 року), віце-головою Національних зборів (1959—1962) і сенатором (1959—1962).
1952 року — призначений власним кореспондентом офіційної газети французьких комуністів «Юманіте» у Москві. Тут же працював над докторською дисертацією, дружив із видними партійцями та діячами культури. Іллю Еренбурга він вважав людиною, що помогла йому критично переосмислити досвід Радянського Союзу. Сталін не раз приймав Роже Гароді у себе в будинку. Гароді повернувся на деякий час до Франції для захисту докторського ступеня в Сорбонні. 1954 року він знову приїхав до СРСР.
1956 року — переобраний депутатом парламенту від одного з паризьких округів.
Партійна кар'єра Гароді досягла свого апогею, коли він став віце-головою Національної Асамблеї. Він став головним редактором теоретичного журналу «Койе де комунізм» («Зошити комунізму»), керував проектом перекладу праць Леніна французькою мовою.
У травні 1968 року на засіданні політбюро Гароді розкритикував лідера Компартії Франції Жоржа Марше за недооцінку тим студентського руху. Потім виступив проти радянського вторгнення в Чехословаччину і вступив в конфронтацію з комуністичними верхівками Франції та СРСР. На черговому з'їзді Компартії Франції політичну позицію Гароді визнали несумісною з установками КПФ; у квітні 1970 року його виключили з лав Комуністичної партії, в якій він перебував 37 років. На одному з пленумів ЦК КПРС Леонід Брежнєв виголосив цілу доповідь «Ренегат Гароді».
1982 — прийняв іслам і отримав ім'я Раджу Джаруді. Особливістю акида Гароді було переконання, що Аллах створив людину своїм халіфом (намісником), причому цей спадок призначений не обраним, але всім мусульманам. Звістка про навернення Гароді до ісламу стала ще однією сенсацією в очах світової громадськості. Він почав стверджувати, що лише цінності, встановлені ісламською культурою, можуть викоренити «терор і анархію». Мислитель так пояснював своє звернення до мусульманства: «Так, сьогодні я мусульманин! Ви питаєте, чому я прийняв іслам? Своїм вибором я випередив епоху».
В книзі «Основоположні міфи ізраїльської політики» (1995) він визнав Голокост міфом, покликаним виправдати руйнування Німеччини та створення Ізраїлю. За це у Франції Гароді зазнав судового переслідування, був оштрафований і отримав умовний тюремний строк. Водночас у ісламських країнах він отримав славу «одного з видатних філософів сучасності».
В останні роки життя оскаржував офіційну версію подій 11 вересня 2001 року, стверджуючи, що теракти в Нью-Йорку і Вашингтоні могли бути результатом змови американських спецслужб.
2002 — лідер Лівії Моаммар Каддафі присудив Роже Ґароді Міжнародну премію Каддафі у сфері прав людини.

## Ревізіонізм Голокосту
Заперечував Голокост. Пояснював переслідування німецьких євреїв Гітлером (яке почалося вже у 1933 році) тим, що 6 вересня 1939 року, вже після початку війни голова Єврейського агентства (Jewish Agency for Palestine) з офісом у Лондоні Хаїм Вейцман публічно оголосив, що євреї готові «битися за демократію на боці Великої Британії». На думку Гароді, «цей лист являв собою справжнє оголошення єврейським світом війни Німеччині».
Вважав появу самого терміну «голокост» зовсім не випадковою. Це грецьке слово означає принесення жертви у стародавніх євреїв, коли жертва повністю поглиналася вогнем. Як пояснював Гароді, термін «Голокост» «висловлює бажання зробити злочини, скоєні проти євреїв, винятком в історії, бо стражданням і смерті надається сакральний характер». «Мучеництво євреїв таким чином стає незрівнянним ні з яким іншим: завдяки своєму жертовному характеру воно включається до Божественного плану, як розп'яття Христа в християнській теології, знаменуючи собою початок нової епохи».

### Справа Гароді
1995 року у Франції вийшла книга Роже Гароді «Основоположні міфи ізраїльської політики». Її відразу ж заборонили поширювати у Франції. Захист взяв на себе адвокат Жак Вержес. Свою солідарність з Роже Гароді висловили політичні діячі, абат П'єр, відомий у Франції завдяки благодійній діяльності, глава католицької асоціації «Еммаус». Гароді заявив, що не вважає себе юдофобом, але різко засуджує антиарабську політику Ізраїлю.
Книга перекладена і видана італійською, іспанською, німецькою, російською та багатьма іншими мовами. Книга Гароді в арабському перекладі була продана тиражем у кілька мільйонів примірників. Роже Гароді відмовився від авторських прав на книгу, запропонувавши всім зацікавленим видавцям світу опублікувати її, не претендуючи на гонорар.
У справі Garaudy v. France автора книги «Основоположні міфи ізраїльської політики» було засуджено за заперечення злочинів проти людства. Суд постановив, що поза всяким сумнівом виправдання пронацистської політики не підпадає під захист статті 10 Конвенції. Суд зазначив наступне: «Немає сумнівів у тому, що заперечення реальності чітко встановлених історичних фактів, таких як Голокост, що зробив у своїй книзі заявник, не становить історичне дослідження, схоже з пошуком істини. Мета та результат такого підходу є цілком іншими, справжнім завданням була реабілітація націонал-соціалістичного режиму та, як наслідок, звинувачення самих жертв у фальсифікації історії. Таким чином, заперечення злочинів проти людства є однією з найсерйозніших форм расової дифамації євреїв та розпалювання ненависті до них. Заперечення чи переписування подібних історичних фактів підриває цінності, на яких ґрунтується боротьба з расизмом та антисемітизмом, становить серйозну загрозу громадському порядку. Такі дії несумісні з демократією та правами людини, бо порушують права інших».

## Творчий доробок
- Antée (roman), Éditions Hier et Aujourd'hui, 1945 → Антифашистський роман-щоденник «Антей»
- Le communisme et la renaissance de la culture française (1945)
- Le huitième jour de la création (roman), Éditions Hier et Aujourd'hui, 1946 → Роман «Восьмий день творення»
- Les sources françaises du socialisme scientifique, Éditions Hier et Aujourd'hui, 1948
- L'Eglise, le communisme et les chrétiens, Éditions Sociales, 1949
- Grammaire de la liberté, Éditions Sociales, 1950
- Le manifeste du parti communiste: révolution dans l'histoire de la pensée socialiste (1952)
- Théorie matérialiste de la connaissance, PUF, 1953
- La Liberté, Éditions Sociales, 1955
- Mésaventures de l'anti- marxisme. Les malheurs de M. Ponty (ouvrage collectif), Éditions Sociales, 1956
- Humanisme marxiste, Éditions Sociales, 1957
- Questions à Jean-Paul Sartre, précédées d'une lettre ouverte (1960)
- Du surréalisme au monde réel: l'itinéraire d'Aragon, Gallimard, 1961
- Dieu est mort, PUF, Paris, 1962
- Qu'est-ce que la morale marxiste?, Éditions Sociales, 1963 → «Що таке марксистська мораль?»
- D'un réalisme sans rivages Picasso Saint-John Perse Kafka, préface de Louis Aragon, Plon, 1963 → «Щодо реалізму без берегів…»
- Karl Marx, Seghers, Paris (1965)
- Marxisme du XXe siècle, La Palatine, Paris-Genève, 1966 → «Марксизм XX століття»
- Le Problème chinois, Seghers, 1967
- Lénine, PUF, Paris, 1968
- Pour un réalisme du XXe siècle. Etude sur Fernand Léger (1968)
- Pour un modèle Français du Socialisme, Gallimard, 1968
- La liberté en sursis. Prague 1968, Fayard, 1968
- Le Grand tournant du socialisme, Gallimard, Paris (1969)
- Marxistes et chrétiens face à face, en collaboration avec Q. Lauer, Arthaud, Paris, 1969
- Toute la vérité, Grasset, 1970
- Marxism in the Twentieth Century, Roger Garaudy. Edité par Collins (1970-01-19) ISBN 0002155125 / ISBN 9780002155120
- Reconquête de l'espoir, Grasset, Paris, 1971
- The Whole Truth, Roger Garaudy. Edité par Fontana (1971) ISBN 0006225934 / ISBN 9780006225935
- Die ganze Wahrheit oder Für einen Kommunismus ohne Dogma. Garaudy, Roger. Edité par Rowohlt TB-V., Rnb. (1970-01-01) ISBN 3499114038 / ISBN 9783499114038
- L'Alternative, Robert Laffont, Paris, 1972 → «Альтернатива»
- Danser sa vie — Editions du Seuil, Paris, 1973 «Танцювати своє життя»[21]
- Parole d'homme, Robert Laffont, 1975
- Le projet espérance, Robert Laffont, Paris, 1976
- The Alternative Future: Vision of Christian Marxism, Roger Garaudy, L. Mayhew, Edité par Penguin Books Ltd, 1976 ISBN 0140218734 / ISBN 9780140218732
- Pour un dialogue des civilisations Denoël, 1977
- Appel aux vivants, Éditions du Seuil, Paris (1979), Prix des Deux Magots
- Comment l'homme devint humain Editions j.a. (1979)
- Promesse de l'Islam, Seuil, 1981
- Pour l'avènement de la femme, Albin Michel, Paris, 1981
- L'Affaire Israël: le sionisme politique, Papyrus, 1983
- Biographie du XXe siècle, Tougui, Paris, 1985
- Les Fossoyeurs. Un nouvel appel aux vivants, L'Archipel, Paris, 1992
- Mon tour du siècle en solitaire, mémoires, Robert Laffont, Paris (1989)
- Intégrismes, Belfond, 1990 ISBN 2-71-442623-9 ISBN 9782714426239
- Les Orateurs de la Révolution française (1991)
- À Contre — Nuit (1992)
- Avons-nous besoin de Dieu ?, introduction de l'abbé Pierre, Desclée de Brouwer, Paris (1993)
- Souviens-toi: brève histoire de l'Union soviétique, Le Temps des cerises, Pantin (1994)
- Vers une guerre de religion ? Débat du siècle, Desclée de Brouwer, Paris (1995)
- L'Islam et l'intégrisme, Le Temps des cerises, Pantin (1996)
- Les Mythes fondateurs de la politique israélienne, Librairie du savoir, Paris (1996)
- Grandeur et décadences de l'Islam, Alphabeta & chama, Paris (1996)
- Réponse au lynchage médiatique de l'abbé Pierre et de Roger Garaudy, Samiszdat Roger Garaudy, 1996[8]
- Mes témoins, Editions A Contre-Nuit, Paris, 1997
- Les Etats-Unis avant-garde de la décadence, Éditions Vent du Large, Paris, 1997
- Le Procès du sionisme israëlien, Éditions Vent du Large, 1998
- Le Procès de la liberté, en collaboration avec Jacques Vergès, Vent du large, Paris, 1998
- L'Avenir, mode d'emploi, Vent du large, Paris, 1998
- L'Islam en Occident, Cordoue capitale de l'esprit, L'Harmattan, Paris (2000)
- Le Terrorisme occidental, Al-Qalam, Luxembourg, (2004)
- Qu'est-ce que l'anti-américanisme?
- Роже Ґароді. Основоположні міфи ізраїльської політики

Опісля переходу в іслам (як послушника й сповідувача релігії), Роже Ґароді, починаючи з 1970-х років, написав 40 теологічних книг-тлумачень багатьох сторін ісламу (як релігії). Основні з них:
- اوعود الإسلام
- الإسلام دين المستقبل
- المسجد مرآة الإسلام
- الإسلام وأزمة الغرب
- حوار الحضارات
- كيف أصبح الإنسان إنسانيا
- فلسطين مهد الرسالات السماوية

Його марксистського спрямування виставу «Прометей 48» 1958 року поставили у відомому паризькому мюзік-холі «Театр де Аполло» (це була остання постановка того театру).